# کارل یسکو فون پوتکامر
کارل یسکو فون پوتکامر (به آلمانی: Karl-Jesco von Puttkamer) (زاده ۲۰ سپتامبر ۱۹۰۷، مرگ ۲۴ ژوئیه ۱۹۸۳) یک دریابان آلمانی در دوره رایش سوم و ششمین آجودان آدولف هیتلر بود.